# C.J. Brown
C.J. Brown (Eugene, Oregón, Estados Unidos, 15 de junio de 1975) es un exfutbolista estadounidense. Jugaba como defensa y su último club fue con el Chicago Fire. Fue internacional absoluto por la selección de Estados Unidos entre 1998 y 2003, con la que disputó 15 encuentros.
Desde el año 2018, es el entrenador asistente del New York Red Bulls de la Major League Soccer.

## Trayectoria
Inició su carrera como jugador juvenil en el San José State University en los años 1995 y 1997.
En 1998 debutó su primer club profesional con el Chicago Fire que fue seleccionado de la MLS Supplemental Draft 1998. También ha ganado con el Chicago Fire la MLS Cup 1998 en ese año que jugó 32 partidos. Ha ganado la Lamar Hunt U.S. Open Cup en 1998, 2000, 2003 y 2006.
En 2011, fichó como entrenador asistente con el Real Salt Lake.
En 2018 fue nombrado nuevo entrenador asistente del New York Red Bulls.

## Selección nacional
Ha sido internacional con la selección de fútbol de los Estados Unidos, jugó 15 partidos entre los años 1999 hasta 2003.

### Participaciones en la Copa FIFA Confederaciones
| Mundial                        | Sede   | Resultado    |
| ------------------------------ | ------ | ------------ |
| Copa FIFA Confederaciones 1999 | México | Primera fase |

## Clubes

### Como jugador
| Club                | País           | Año       |
| ------------------- | -------------- | --------- |
| San Francisco Seals | Estados Unidos | 1995-1997 |
| Chicago Fire        | Estados Unidos | 1998-2010 |

### Como entrenador asistente
| Club               | País           | Año       |
| ------------------ | -------------- | --------- |
| Real Salt Lake     | Estados Unidos | 2011-2013 |
| Chicago Fire       | Estados Unidos | 2014      |
| New York City FC   | Estados Unidos | 2015      |
| Orlando City SC    | Estados Unidos | 2016-2018 |
| New York Red Bulls | Estados Unidos | 2018-2020 |